# Geely Xingyue L
Le Geely Xingyue L (chinois : 吉利星越L ; pinyin : Jílì Xīngyuè L) est un SUV produit par le constructeur automobile chinois Geely vendu à partir de 2021 en Chine. Il est le troisième modèle Geely à utiliser la plateforme CMA commune entre Volvo et son propriétaire chinois.

## Aperçu

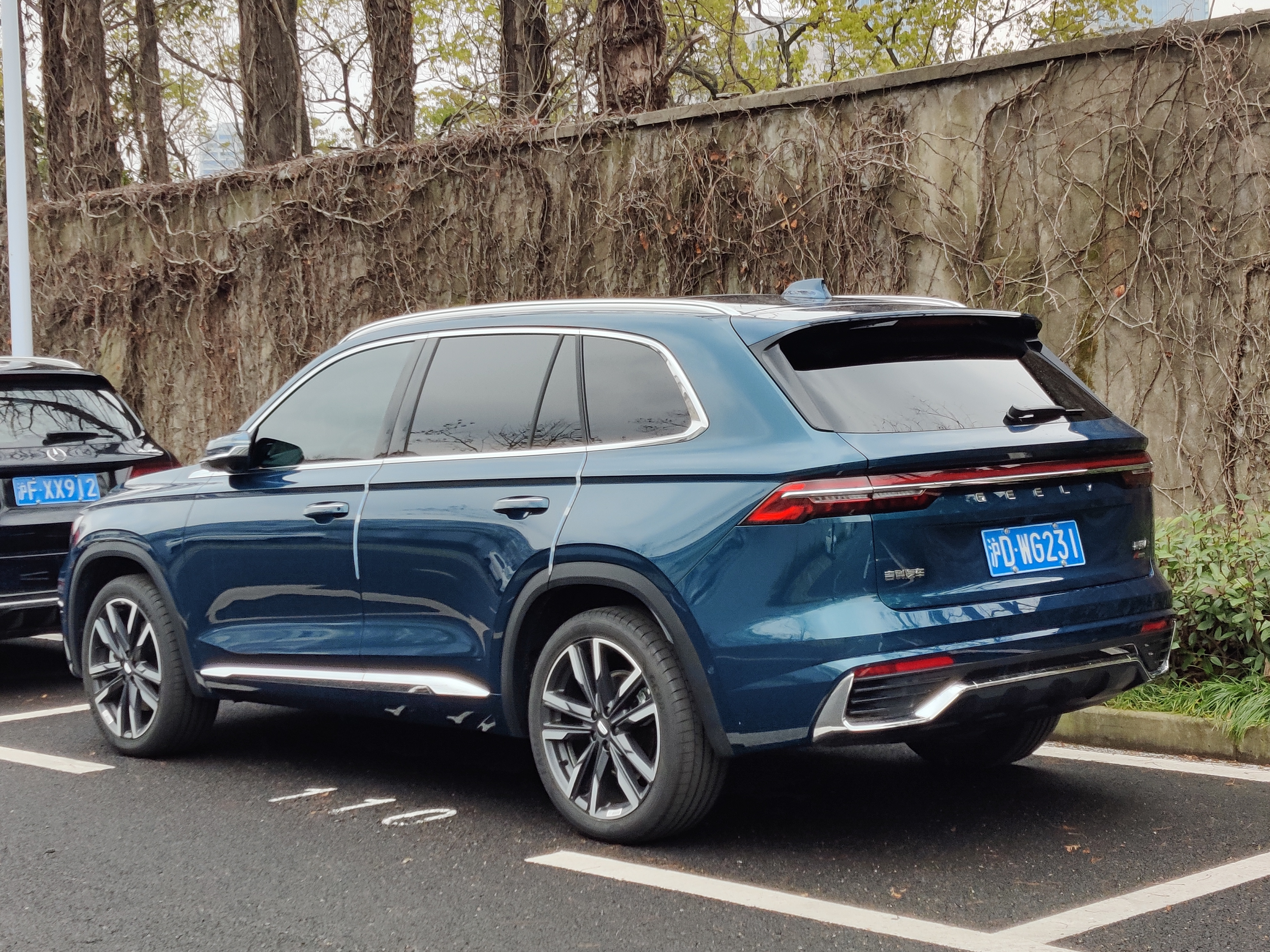
Arrière du Geely Xingyue L

Les premiers clichés sont apparus sur la toile en janvier 2021 présentant un nouveau SUV dans la gamme Geely dénommé à l'époque sous le code KX11, et il a été conçu par le Geely Design Global Center à Shanghai, en Chine. Le modèle est officialisé par Geely le mois suivant. Il adopte le nom de Xingyue L. Le nom Xingyue désigne déjà un modèle dans la gamme et l'ajout du L désigne selon le constructeur "Larger (plus grand), Luxury (luxe) et Liberate (libérer)". Le modèle sera présenté au grand public lors du Salon de l'automobile de Shanghai en avril 2021.

### Groupe motopropulseur
Le Xingyue L est propulsé par le moteur à injection turbocompressé VEP4 Drive-E series de 2,0 litres de Volvo. Le moteur est disponible dans les variantes TD-T4 Evo de 2.0 L et TD-T5 de 2.0 L, le TD-T4 Evo de 2.0 L développant 218 ch et 325 N m, et la variante plus puissante, le TD-T5 de 2.0 L développant 238 ch et 350 N m. Les transmissions sont une DCT à 7 vitesses pour le moteur TD-T4 Evo de 2.0 L et une 8AT d'Aisin Seiki pour le moteur TD-T5 de 2.0 L.
Le modèle avec moteur à haut rendement TD de 2.0 L a une accélération de 0 à 100 km/h en 7,7 secondes, tandis que le modèle avec moteur à sortie moyenne TD de 2.0 L a une accélération de 0 à 100 km/h en 7,9 secondes, avec une distance de freinage de 37,37 mètres.